# Společnost pro obnovu Lidic
Společnost pro obnovu Lidic byla zřízena zákonem ze dne 13. září 1946 č. 187/1946 Sb. Účelem Společnosti bylo především vybudovat Lidice, dát nový domov lidickým ženám, které se vrátily z koncentračních táborů a jejich dětem, jakož i obyvatelům Ležáků. Taktéž měla pomáhat osobám, které v souvislosti se zničením Lidic a Ležáků byly v koncentračních táborech nebo byly zavlečeny do Německa (pokud by se ještě vrátily), postarat se o uctění památky obětí nacistických zvěrstev (zejména v Ležákách). Jejím cílem byla obnova Lidic tak, aby se staly trvalým symbolem spojení všech demokratických sil, které porazily fašismus. Po dosažení tohoto účelu měla Společnost přispět i k obnově dalších obcí a jejich částí, pokud byly zničeny okupanty i k podpoře jejich obyvatel, kteří byli zničením poškozeni.

## Zřízení Společnosti
Podle vládního nařízení č. 188/1946 Sb. z. a n., členy Společnosti byli
1. zavlečení obyvatelé Lidic a Ležáků starší 18 let, pokud se vrátili do vlasti;
2. obyvatelé jiných zničených obcí a osad starší 18 let, kteří se přihlásili za členy a byli za ně přijati;
3. země a zemským národním výborem určené správní okresy a obce, mající přímý vztah k zničeným obcím a částem obcí;
4. národní, zájmové a kulturní organizace, které se přihlásily za členy a byly za ně přijaty;
5. osoby fyzické a právnické, které byly se svým souhlasem zvoleny za členy (§ 6). (Volba cizince za člena vyžadovala ke své platnosti souhlasu ministerstva vnitra, uděleného v dohodě s ministerstvem zahraničních věcí.)

V roce 1945 se stala předsedkyní MNV v Lidicích a členkou komise pro obnovu této obce Helena Leflerová, která zde žila.
Společnost ukončila svou činnost na přelomu 50. a 60. let 20. století.

## Vztah ke státní moci
Společnost byla podřízena ministerstvu vnitra a jejím předsedou byl komunistický ministr Václav Nosek. Běžnou agendu vedl v rámci ministerstva referát L, který měl do roku 1948 na starosti pátrací agendu po zavlečených obyvatelích zničených obcí (Lidice, Ležáky, Ploština, Javoříčko) a veškeré záležitosti Lidic a výstavby památníku v Ležákách. Tento referát vedl spisovatel JUDr. František Kropáč, který byl místopředsedou Společnosti. Badatelka Pavla Štěpánková je přesvědčena, že Společnost byla odhodlána nezneužívat Lidic k ideologické propagandě, přes očividné úsilí podmanit si Společnost a symboliku Lidic do státního vlastnictví. Tím se odlišovala od jiných polostátních institucí a tisku, které zneužívaly symboliky Lidic k propagování socialismu a boje za světový mír.